# Máximo Daniel Monzón
Máximo Daniel Monzón (Victoria, Argentina, 1 de mayo de 1922 – Buenos Aires, 10 de julio de 1988 fue un abogado y juez dedicado al Derecho laboral que ha escrito trabajos sobre esta materia.

## Actividad profesional
Aunque nació en Victoria (Entre Ríos), de chico se trasladó y vivió en Salta, donde finalizó sus estudios secundarios, y fue a vivir después a La Plata, en la provincia de Buenos Aires, en cuya universidad estudió  abogacía. Una vez graduado ejerció su profesión, primero en forma particular y después como Juez del Tribunal del Trabajo de Zárate. En la faz gremial fue un impulsor y cofundador en 1987 de la Asociación de Magistrados y Funcionarios del Trabajo de la Provincia de Buenos Aires (.AMATRABA).
Entre los trabajos que ha publicado sobre su especialidad cabe citar, entre otros.: La fidelidad y la buena fe
en el contrato de trabajo, en Revista Derecho del Trabajo, 1949, pags. 349 y sigts.; Abstracción y realidad en el derecho del trabajo en Revista del Colegio de Abogados de La Plata, Número: 1963 (9/10 1962/1963); Régimen de los Empleados de Bancos y Seguros, en el Tratado de Derecho del Trabajo, dirigido por Mario Deveali, primera edición, Buenos Aires, 1965, t. III, pags. 298 y sigts; El acto unilateral recepticio en el contrato de trabajo, en DT, 1965, pags 49 y sigts.; Función económica del convenio colectivo y el principio de subsidiariedad, en DT, 1965, pags. 202 y sigts; Postnumeración del salario y ejercicio de un derecho propio, en DT, 1966, pags. 314 y sigts.; La calificación constitucional de comportamientos colectivos y un caso de huelga atípica, en DT, 1984 – B, pags. 1426 y sigts.; La evasión en el derecho del trabajo y la reactividad del ordenamiento, en JTA, 1979, pag. 253; La prestación de actividad personal e infungible del trabajador en JTA, 1981, Año II, número 8, pags. 235 y sigts; Un caso de comportamiento contractual concluyente, en JTA, 1979, pag. 757 y sigts.; Contrato de trabajo, deberes de prestación y deberes de conducta en DT 1982 pág. 42; Diálogo entre industria y derecho del trabajo, en Revista del Colegio de Abogados de Córdoba, Número de 1987 (24 de agosto); Dos aplicaciones cuestionables de la doctrina jurisprudencial del exceso ritual manifiesto en La Ley n° 1987-A; El caso del decreto 3435/84 de asignación de remuneraciones en La Ley n°  1986 D; El contrato de trabajo como contrato de organización en Revista del Colegio de Abogados de Córdoba, Número 1982 del 15 de febrero; El encuadramiento sindical, sus efectos y sus límites; el caso de los analistas de ventas en la revista Trabajo y Seguridad Social n° 1982; El procedimiento laboral en la Provincia de Buenos Aires : comentario a la ley 7718 (1975); El proceso oral del trabajo de la provincia de Buenos Aires y el significado de la norma de la segunda parte del artículo 46 del decreto ley 7718 en la revista Jurisprudencia Argentina n° 1984 e Impacto tecnológico y derecho del trabajo: el caso industrial en DT 1987 y Sociedad comercial y comportamientos ilícitos; primera parte	en Zeus N° 1987.
En 1985 recibió una distinción especial de la Suprema Corte de Justicia de la Provincia de Buenos Aires otorgada por única vez a un magistrado por dicho Tribunal.
Falleció en Buenos Aires el 10 de julio de 1988